# Sophie Lacoste
Sophie Lacoste est une journaliste française spécialisée dans le domaine des médecines alternatives née le 26 août 1967 à Melun en Seine-et-Marne.

## Carrière
Rédactrice en chef du magazine Rebelle-Santé (anciennement Belle-Santé), magazine qu'elle a créé, d'abord uniquement sur abonnement, en 1996 sous le nom de "La Lettre de Sophie Lacoste", puis "Le Journal de Sophie Lacoste", puis, au moment de sa parution chez les marchands de journaux, "Belle-Santé". En 2011, le titre du magazine est devenu "Rebelle-Santé".
Sophie Lacoste tient par ailleurs la rubrique santé de TV Magazine depuis 1995.

## Livres
- Beauté et soins naturels du visage, éd. Marabout, 1998.
- Secrets et vertus de l'huile d'olive avec Simone Chamoux, éd. Ramsay (octobre 2000, octobre 2003), 213 pages.
- Trucs et astuces de beauté, éd. Marabout (mars 2001, 152 pages, septembre 2007 208 pages)
- Le Guide du thé vert : Plante de la santé et de la minceur, Repères-Santé (mai 2001, septembre 2006), 121 pages.
- Le Miel : Un trésor de santé, éd. Marabout (mars 2002), 150 pages.
- D'ici et d'ailleurs, les plantes qui guérissent, éd. Repères-Santé (octobre 2003).
- Les Aliments qui guérissent : D'ici et d'ailleurs, éd. Repères-Santé (mai 2005), 256 pages.
- Les Aliments qui guérissent : Des réservoirs de vitamines et d'oligo-éléments, Leduc.s Editions. (janvier 2006, janvier 2008)[2].
- Les Plantes qui guérissent : À utiliser en tisanes, ampoules, gélules, etc., Leduc.s Editions. (janvier 2006, janvier 2008), 397 pages.
- Aide-mémoire d'Aromathérapie : Comment traiter 64 maux courants par les huiles essentielles ?, éd. Santeractive (décembre 2006).
- Aide-mémoire de phytothérapie : Comment traiter 64 maux courants par les plantes ?, éd. Santeractive (décembre 2006).
- Trucs et astuces de santé, éd. Marabout (décembre 2006).
- Le Grand Guide des aliments santé, éd. Hachette.
- Les Surprenantes vertus du jeûne, Leduc.s Editions. 2007[3].
- Santé, les trucs qui marchent, éd. Michel Lafon 2008[4].
- D'ici et d'ailleurs : les plantes qui guérissent, Leduc.s Editions. 2008.
- D'ici et d'ailleurs : les aliments qui guérissent, Leduc.s Editions. 2008.
- Le Régime thé, de Anne Dufour et Sophie Lacoste et Lydia Gautier, Leduc.s Editions. 2009.
- Trucs de Santé : allergies rhume des foins, eczéma, asthme..., éd. Mosaïque-Santé, 2010.
- Trucs de Santé : bourdonnements et autres maux d'oreilles..., éd. Mosaïque-Santé, 2010.
- Trucs de Santé : digestion difficile aigreurs d'estomac, constipation..., éd. Mosaïque-Santé, 2010.
- Trucs de Santé : jambes lourdes et autres problèmes circulatoires..., éd. Mosaïque-Santé, 2010.
- Trucs de Santé : infections ORL rhumes, angines, bronchites, grippe..., éd. Mosaïque-Santé, 2010.
- Trucs de Santé : rhumatismes et autres maux articulaires..., éd. Mosaïque-Santé, 2010.
- Trucs de Santé : maux de bouche aphtes, gingivite, rage de dents..., éd. Mosaïque-Santé, 2010.
- Trucs de Santé : mal de dos et autres problèmes de muscles et de ligament, éd. Mosaïque-Santé, 2010.
- Trucs de Santé : Surpoids : Cellulite, fringales, rétention d'eau..., éd. Mosaïque-Santé, 2011.
- Trucs de Santé : Ménopause : Bouffées de chaleur, insomnie, irritabilité, prise de poids..., éd. Mosaïque-Santé, 2011.
- Trucs de santé : Grossesse et allaitement sans soucis, éd. Mosaïque-Santé, 2012.
- Trucs de Santé : Maux d'Enfants : Poussées Dentaires, Rhumes, Poux, éd. Mosaïque-Santé, 2012.
- Ma Bible des Trucs de Santé, Leduc.s Editions. 2012.
- Mon Cahier de beauté naturelle, avec Lisa Pascal (Illustrations), éd. Mosaïque-Santé, 2012
- Les surprenantes vertus du jeûne, Leduc.s Editions, 2013[5].
- Infections respiratoires : les prescriptions du docteur Valnet, éd. Mosaïque-Santé, 2014.
- Ma bible de la phytothérapie, Leduc.s Editions. 2014[6].
- Problèmes circulatoires : les prescriptions du Dr Valnet, éd. Mosaïque-Santé, 2014.
- Stress et sommeil : les prescriptions du Dr Valnet, éd. Mosaïque-Santé, 2015.
- Mon cahier pour aller jeûner, avec Camille Virolleaud (Illustrations), éd. Mosaïque-Santé, 2015.
- Mon cahier de tisanes : Pour se soigner avec les plantes, éd. Mosaïque-Santé, 2015 (première édition 2011).
- Mon cahier de recettes aux huiles essentielles, éd. Mosaïque-Santé, 2015.
- Les plantes qui guérissent : D'ici ou d'ailleurs, Leduc.s Editions. 2015.
- Le jeûne : mode d'emploi, c'est malin. Se ressourcer, détoxifier son organisme... Faites votre première cure de jeûne sans risques, avec Gisbert Bölling, Leduc.s Editions, 2016[7].
- Hydroxyde de magnésium : Une panacée à connaître : le Chlorumagène, de Dr Martin du Theil (Auteur), Sophie Lacoste (préface et annotations), éd. Mosaïque-Santé, 27 janvier 2016.
- Secrets de beauté : Peau sèche, acné, rides : les solutions 100% nature pour être belle, tout simplement, Leduc.s Editions. 18 mars 2016.